# 오영교
오영교(吳盈敎, 1948년 2월 13일 ~ , 충청남도 보령)는 대한민국의 공무원이자 금융인이다. 또한 오영교의 종교는 불교이다. 그리고 오영교는 대한민국 행정자치부 장관을 지냈으며, 동국대학교 제 16대 총장을 역임했다. 2011년 기준으로 KB투자증권 사외이사로 있다.
수부초등학교, 웅천중학교, 대전보문고등학교, 고려대학교, 고려대학교 대학원을 나왔다. 1972년 행정고시에 합격하여 산업자원부 차관, 대한무역투자진흥공사 사장, 대통령비서실 정부혁신특별보좌관, 고양국제전시장 사장, 행정자치부 장관을 역임했다.
2006년 11월 6일 국정자문회의 의원 138명을 보궐할 때, 국정자문위원으로 추가 보선되었다.
보성 오씨이다.

## 역대 선거 결과
| 실시년도 | 선거      | 대수 | 직책   | 선거구   | 정당       | 득표수    | 득표율         | 순위 | 당락 | 비고 |
| -------- | --------- | ---- | ------ | -------- | ---------- | --------- | -------------- | ---- | ---- | ---- |
| 2006년   | 지방 선거 | 35대 | 도지사 | 충청남도 | 열린우리당 | 178,169표 | \| \| 21.7% \| | 3위  | 낙선 |      |
|          | 21.7%     |      |        |          |            |           |                |      |      |      |